# Sally Pearson
Sally Pearson (nascida McLellan; Sydney, 19 de setembro de 1986) é uma velocista campeã olímpica e mundial australiana, especializada nos 100 m com barreiras.
Começou a praticar o atletismo na infância, inspirada pela vitória da velocista australiana Cathy Freeman nos 400 m dos Jogos de Sydney 2000, e com apenas 14 anos conquistou o título australiano sub-20 dos 100 m rasos.  Em 2002, ganhou o ouro na prova do Campeonato Mundial Júnior de Atletismo realizado em Sherbrooke, Canadá. Em 2003, com 16 anos, representou a Austrália no Campeonato Mundial de Atletismo de Paris, integrando o revezamento 4x100 m. Em 2007, ela continuou a competir nos 100 m e nos 100 m com barreiras, disputando nas duas modalidades o Campeonato Mundial de Atletismo de Osaka, no Japão, sem conseguir medalhas.
A partir de 2008, Sally passou a focar apenas nos 100 m com barreiras. A decisão se mostrou correta, com Pearson conquistando a medalha de prata da modalidade em Pequim 2008. Nos Jogos da Commonwealth de 2010, em Nova Délhi, ela competiu nas duas provas. Nos 100 m ela teve uma largada falsa junto com outra corredora britânica mas as duas tiveram a oportunidade de largar novamente. Pearson venceu a prova, mas protestos posteriores de outras delegações a fizeram ser desclassificada. Três dias depois ela competiu e ganhou os 100 m barreiras, com a marca de 12s67. De maneira controversa, ela foi escalada para integrar o revezamento australiano 4x400 m, distância para a qual não tinha treinado, e teve um colapso após correr sua "perna", a última. A equipe acabou em quinto lugar e Pearson se culpou pela colocação, apesar de suas companheiras de equipe a eximirem de qualquer culpa.
No início de 2011, Pearson venceu os 100 m, 200 m e os 100 m barreiras do Campeonato Australiano de Atletismo, a primeira a conseguir este feito em mais de 40 anos. No Mundial de Daegu, na Coreia do Sul, ela tornou-se campeã mundial dos 100 m c/ barreiras, marcando 12s28, o quarto melhor tempo da história para a prova. Em novembro, foi eleita pela IAAF 'A Atleta do Ano', a primeira australiana a receber o prêmio, que veio acompanhado de US$100 mil dólares.
Pearson começou o ano de 2012 sagrando-se campeã mundial em pista coberta da prova, no torneio realizado em março, em Istambul, na Turquia. Seis meses depois, em Londres 2012, a campeã mundial outdoor, indoor e medalha de prata nos Jogos anteriores, tornou-se campeã olímpica numa prova em que derrotou por dois centésimos de segundo e em cima da linha de chegada a campeã de Pequim 2008, Dawn Harper, dos Estados Unidos, estabelecendo novo recorde olímpico de 12s35.
Em 2013, conquistou a medalha de prata da prova no Campeonato Mundial de Atletismo de Moscou, com a tempo de 12s50, sua melhor marca no ano.